# Hickok45
Hickok45（ヒコックフォーティファイブ）は、アメリカ合衆国の銃器に関する動画配信チャンネル。ホストは元中学校の英語教師で元補助警察官のYouTuber、グレッグ・キンマン（Greg Kinman）。Hickok45の動画は、動画共有サイトのYouTube、または銃器や射撃競技に特化した動画ストリーミングサービスのFull30で見ることができる。「HICKOK45」はHickok 45, LLCの登録商標で、その由来は高名なガンマン「ワイルド・ビル・ヒコック」と、グレッグが好きな「45口径」である。

## 動画
Hickok45の動画では、古典的な名銃から最新モデルまで、毎回様々な銃器を実射しながら、その性能・構造・歴史などを掘り下げて解説する。ほとんどの動画におけるホスト役はグレッグ・キンマンで、撮影を息子のジョンが行っているが、ジョンも時々ホストを務めることがある。カウボーイ風の格好で西部開拓時代の銃を撃ったり、ハリー・キャラハンを意識したスーツ姿でS&W M29を構えるなど、バラエティに富んだ銃器を紹介するグレッグだが、比較的グロックを好む傾向があり登場回数が多い。
彼の動画が人気となった要因の一つが、派手な射撃シーンである。カボチャやスイカを破壊したり、2リットルのソーダボトルを割ったり、樹木やクリスマスツリーを切り倒すなど、大量の弾薬を消費したデモンストレーションが行われるのが常である。これらの動画はインド、ドイツ、フランス、ベトナムのメディアにも紹介された。
2010年には、ジェイ・レノがザ・トゥナイト・ショーで、グレッグがグロック23でカボチャに顔を彫る動画を紹介した。
2016年、Hickok45のYouTubeチャンネルは、利用規約に違反した旨で2度閉鎖されたが、いずれもその後復活した。
2018年4月、Hickok45のYouTubeチャンネルが再度数時間閉鎖された。これは2018年3月にYouTubeが、「銃器や特定の銃器アクセサリーを直販したり、販売サイトへのリンクを介して販売することを意図した動画」を禁止するというポリシー変更を行ったことによるものだった。 その後、Hickok45は銃器関連に特化したサイトのFull30にも動画をアップロードするようになった。

## 私生活
グレッグ・キンマンはケンタッキー州出身で、現在はテネシー州チーザム郡に住んでいる。オースティン・ピー州立大学在学時には、1970-71年と1971-72年の2シーズン、バスケットボールチームでセンターを務めた。しかし彼はそれ以上ウェイトを増やせないことも手伝って、プロとして食べていくことは無理だと判断しバスケットを辞めた。大学バスケットの公式記録に残る彼の身長は6フィート9インチ (2.06 m)で、2019年現在の自己申告では6フィート8インチ (2.03 m)である。
中学校の英語教師の職は退いたが、2015年には銃器のテクノロジーを学ぶ学校Sonoran Desert Instituteのリモート講義に登場した。